# Кнапп, Арно
Арно Кнапп (нем. Arno Knapp; 8 марта 1913, Лодзь — 2 мая 1958, Любек) — польско-немецкий пианист, композитор и музыкальный педагог.
Окончил Немецкую гимназию в Лодзи, в годы обучения дирижировал школьным оркестром. В 1934 году окончил Варшавскую консерваторию, затем учился в Берлинской высшей школе музыки у Вальдемара Лютшига (фортепиано) и Пауля Хиндемита (композиция).
С 1938 года работал в Варшаве как концертный пианист и музыкальный педагог. С началом немецкой оккупации Польши в 1939 году назначен руководителем Государственной высшей школы музыки в Лодзи (Лицманштадта), с 1940 года также капельмейстер городского театра. После осложнения для немецкой армии ситуации на Восточном фронте призван на военную службу, участвовал в боевых действиях под Лиепаей, Щецином, в обороне Кюстринского плацдарма.
После Второй мировой войны поселился в Любеке, преподавал фортепиано в Любекском народном университете. Продолжал концертную карьеру, специализируясь в особенности на музыке Фридерика Шопена. В послевоенный период жизни обратился к композиторскому творчеству, дебютировав кантатой In memoriam памяти жертв немецкого вторжения в Польшу в сентябре 1939 года. К десятилетию изгнания немецкого населения с польских территорий написано другое крупное хоровое сочинение Кнаппа, «Симфоническая кантата к Родине» (нем. Sinfonische Kantate an die Heimat; 1955). Кнаппу также принадлежат концертино для фортепиано и струнного оркестра (1953, премьера на Фестивале немецких музыкантов в Касселе), различные произведения для духовых и струнных.